# محافظة الغاط
26°1′36″N 44°57′39″E / 26.02667°N 44.96083°E

محافظة الغاط هي إحدى محافظات منطقة الرياض وسط المملكة العربية السعودية، وعاصتمها الإدارية هي مدينة الغاط، وهي واحة زراعية خضراء تقع بين جبال طويق شرقا ونفود الثويرات (الصلابيخ) غربا، حيث تجمع ثلاثة أقطاب طبيعية في مساحة تقدر بنحو 10 أكيال عرضاً هي البيئة الجبلية والبيئة الزارعية والبيئة الرملية (النفود). حازت الغاط حديثا على أفضل بيئة جبلية متمثلة بشعيب الغاط (منتزه الغاط الوطني).

## الموقع
تقع مدينة الغاط شمال مدينة الرياض 230 كم وتتبع إمارة منطقة الرياض إدارياً في المملكة العربية السعودية، ومحافظة الغاط هي همزة الوصل بين منطقة الرياض ومنطقة القصيم وهي آخر بلدان أقليم سدير من جهة الشمال.

## السكان
بلغ عدد سكان محافظة الغاط (10,799) نسمة حسب تعداد السعودية 2022، عدد السعوديين (6,463) نسمة، وعدد غير السعوديين (4,336) نسمة.

## سبب التسمية
يقول عبد الله بن خميس في كتابه (معجم اليمامة): يبدو أن تسمية الغاط بهذا الاسم "مأخوذ من لغط السيل وهو ضجيجه واحتدامه؛ لأن واديه محناب بين جبال شواهق فإذا جادها الغيث اندفع سيلها محتدماً مزمجراً لاغطاً".
وقد عرف الغاط قديمًا بـ (لغاط) بلام مضمومة وغين مفتوحة فألف وطاء، ويعرف الآن بـ (الغاط) محلى بالألف واللام مفتوح الغين بعدها ألف فطاء.

## المعالم التاريخية والأثرية

### النقوش والرسوم الثمودية
إلى الجنوب الشرقي من بلدة الغاط القديمة؛ وعلى بعد نحو 10 كم؛ وعلى الضفة الغربية من وادي مرخ؛ هناك موضع يحوي العديد من النقوش والرسوم المنحوتة على صخور منفردة يرجع تاريخها للفترة ما بين 900 قبل الميلاد _ 400 م.

### آثار موقع القويرة

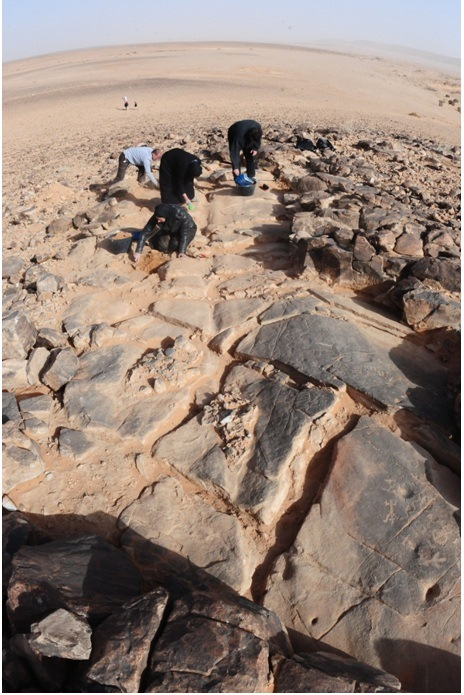
جانب من أعمال الفريق الاثري في شمال الغاط

أقام فريق من الباحثين السعوديين التابعين لقطاع الآثار والمتاحف بمسح وتنقيبات أثرية في موقع القويرة بالغاط وتم العثور على هضبة صخرية ترتفع عن سطح الأرض، وفي أعلاها مجموعة متناثرة من النقوش الثمودية والرسوم الصخرية تمثل أشكالاً حيوانية مثل الحصان والجمل والوعل وطيور النعام، إضافة إلى إشكال آدمية وأخرى هندسية وقد نفذت جميعها بطريقة الحز. كما تم الكشف عن هضبة أخرى تقع ما بين أم شداد ووادي مرخ شرق طريق المجمعة - الغاط القديم، ويوجد عليها رسوم صخرية أحدها يشبه قرص الشمس نفذت بطريقة الحز.
ودلت الملتقطات من عدد من المواقع في محافظة الغاط على أنها تعود لفترة العصر الحجري القديم الأوسط (الموستيري) منذ 80 ألف سنة مضت، وكانت الأدوات الحجرية تستخدم كأدوات قطع وكشط ونحوها، ويستدل من مواقع وجودها وكثرتها على كثافة النشاط الذي مارسه الإنسان في محافظة الغاط في عصور ما قبل التاريخ. واكتشفت أيضًا مقابر ركامية حجرية دائرية، تتضح في بعضها الأعمدة المنصوبة ودوائر حجرية كانت لسكنى الإنسان، وبعضها استخدم حظائر للحيوانات، وبئراً منحوتة في الصخر بشكل دائري.

### بئر الحطيئة
إلى الجنوب الشرقي من بلدة الغاط وبالقرب من موضع النقوش الثمودية؛ وعلى الضفة الشرقية لوادي مرخ؛ هناك موضع يسمى (الحطية) أصلها الحطيئة نسبة إلى الشاعر المعروف، به مورد ماء وآثار منازل؛ ويقال أن به قبر الحطيئة؛ ويسميه البعض حطابة أو الطحية؛ ويعود تاريخ هذا البئر إلى حوالي 1400 عام.

### وادي مرخ
يقع إلى الشرق من الغاط، وبداياته مسايل وشغايا تعرف بالشرجان وأبا العنن وأبا الغويرات وكلها تقع في أطراف الدبداب جنوبي الطريق السريع ويمرعلى بعد حوالي 10 كم من الغاط القديم وفي بداياته يوازي وادي الغاط، ويتجه شمالا ويصب في روضة السبلة القريبة من الزلفي؛ ويعد وادي مرخ من أهم الأودية في محافظة الغاط وهو يشكل في الجهة الجنوبية مع وادي الغاط رقم 7 بانفراج وإتساع جهة الشمال:
قال فيه الحطيئة عندما حبسة الخليفة الراشد عمر بن الخطاب بسبب هجاءه؛ ووقوعه في أعراض المسلمين ومستعطفاً الخليفة:

### خشم العرنية
وهو أنف بارز، في جبال طويق، وإلى الجنوب منه يقع خشم الشاش؛ وبينهما تقع مدينة الغاط؛ وخشم العرنية أكثر شهرة من الآخر حيث قصده حميدان الشويعر بقوله في مدح الأمير سليمان السديري:
ولشهرة هذا المعلم؛ فقد تغنى به عدد من الشعراء منهم الشاعر: الأمير عبد الرحمن السديري في قصيدة أخشوم العراني؛ وقد قالها وهو في الغاط شتاء سنة 1402 هـ منها:
وقال الشاعر: أحمد بن محمد السعد العضيدان أحد شعراء الغاط في قصيدة موجهة للشيخ خليفة بن حمد آل خليفة:

### وادي الغاط
واد يمتد من أقصى جنوب الغاط بطول حوالي 20 كم؛ ويصب سيله في سهل الحمادة التي تقع عليه مدينة الغاط الحالية؛ وعلى جانبي هذا الوادي نشأت مزارع النخيل والتي كانت مصدر دخل للسكان ويصب بهذا الوادي عدة روافد منها: الوسيعة والقويصرات والمربعة وأم برقى وغيرها؛ وهذا الوادي غني بمناطقه الأثرية مثل؛ منطقتي مغيران والسبيخة؛ وعليه أنشأت وزارة البيئة والمياه والزراعة سدا لحفظ مياه السيول لتغذية المزارع ولزيادة مخزون المياه الجوفية؛ ويعرف هذا الوادي أيضاً بوادي الباطن.

### بلدة الغاط القديمة
بين جبلين من جبال طويق؛ وعلى الضفة الشرقية من وادي الغاط تقع بلدة الغاط القديمة؛ وقد اتخذت هذه البلدة شكلاً طولياً فرضته العوامل الطبيعية (التضاريس)؛ وقربها من الوادي. تبعد عن مدينة الغاط الحالية بنحو 3 كم إلى الجنوب منها؛ وتعد من أقدم المستوطنات البشرية في المنطقة الوسطى من المملكة العربية السعودية  وهذه البلدة غنية بمعالمها الأثرية ومن أشهر الأبنية القديمة في هذه البلدة قصر الإمارة، ومسجد العوشزه؛ الذي يرجع تاريخ بنائه إلى منتصف القرن الماضي.

### قلعة مغيران
قلعة تاريخية قديمة يرجع تاريخها إلى أكثر من أربعة قرون؛ تقع إلى الجنوب الغربي من مدينة الغاط الحالية على بعد نحو3 كم؛ بالقرب من وادي أبا الصلابيخ؛ لم يبق من هذه القلعة سوى شراذم بنيان تدل على عمران كان فزال، كثيرا ما يجد الأهالي فيها شيئا من النقود الفضية القديمة.

### السبيخة
كانت إحدى المستوطنات التي سكنها أهالي الغاط في وقت مضى؛ ويقال أن السكان انتقلوا من مغيران إليها؛ ولا يعرف تاريخ محدد لسكناهم بها؛ ويذكر أن تاريخها يرجع لأكثر من أربعة قرون؛ وتقع على الضفة الشرقية لوادي الغاط محاذية لجبال طويق إلى الجنوب من بلدة الغاط القديمة على بعد نحو 3 كم منها؛ ولم يبق منها سوى أبنيه قديمة.

### القلتتين
- الأولى:

تسمى (قلتة الرصفة) وتقع إلى الجنوب من الغاط على بعد حوالي 20 كم في أقصى وادي الغاط؛ وتشبه عين مياه لا تنضب تغذيها المياه المتدفقة من التصدعات الموجودة في الصخور الرسوبية، وتزداد كمية المياه بعد سقوط الأمطار؛ وتقل بانقطاعها. وبها بعض النخيل وكانت لا تزال مورد مياه للبادية كما أنها معلم سياحي بارز.
- الثانية:

تسمى (قلتة حليفة) وتقع إلى الشمال الشرقي من الغاط القديم على بعد 4 كم وإلى الجنوب الشرقي من الغاط الحديث على بعد 5 كم تقريبا، ولا تختلف عن سابقتها إلا في كمية المياه، حيث يكاد ينضب ماؤها عند انقطاع سقوط الأمطار، ومياهها تغذي بعض أشجار النخيل التي قامت بجوارها. وبالقرب منها؛ آثار لأرجل إنسان وهي عبارة عن تجويفات منحوتة في الصخور، لا يعرف شيء عن تاريخها.

### الزويلية
تقع إلى الجنوب الغربي من الغاط القديم على بعد حوالي 2 كم؛ وهي منطقة رملية على ضفاف وادي الغاط في الجهة الغربية منه، وعلى مقربة من وادي أم برقى؛ وقد زادت شهرتها عندما استقبل بها أهالي الغاط الملك عبد العزيز في العقد الثالث من القرن الماضي؛ كما كانت قديماً؛ مكاناً لاستـقبال بعض الأمراء الذين زاروا الغاط؛ وفيها بئر مياه عذب يسمى (القيعانية)؛ كما كانت مورد ماء أساسي للسكان اندثر عبر الزمن وحفر بالقرب منها بئر ارتوازي لتوفير المياه.

### مقصورة السهيب
كانت كما يذكر جزءاً من الأسوار التي تحيط ببلدة الغاط القديمة؛ اندثرت عبر الزمن، ولم يتبق منها سوى بقايا بنيان؛ بنيت في زمن اختلال الأمن في ذلك الوقت حتى لا تداهم البلدة من الغزاة على غرة؛ تقع هذه المقصورة إلى الغرب من البلدة القديمة ولا يعرف تاريخ محدد لبنائها.

### المرقب
وهو بناء دائري الشكل يعتلي جبال طويق يشرف على بلدة الغاط القديمة من الجهة الشرقية؛ بني هذا المرقب في زمن اختلال الأمن، وقل أن تخلوا البلدان القديمة في المملكة من هذه المراقيب؛ ذكر أن تاريخ بنائه إلى ما قبل القرن العاشر الهجري.

### قصر الأمارة
يقع جنوب بلدة الغاط القديمة، بناه الأمير ناصر بن سعد السديري؛ قبل حوالي 90 عاما؛ إبان توليه إمارة الغاط؛ ويعتبر تحفة معمارية اتخذت من الطراز الإسلامي في فن العمارة أسلوباً في البناء؛ وقد زار القصر بعض البعثات الإعلامية، منها بعثة التلفزيون الأسباني في عام 1413 هـ؛ كما زاره بعض السفراء ومنهم السفير الألماني، وقدم ورثة الأمير ناصر السديري المبنى إلى الهيئة العامة للسياحة والتراث الوطني لتحوله إلى متحف محافظة الغاط ويعتبر من المباني الأثرية المبنية على العمارة التقليدية، ويتكون من طابقين، ويزيد عمره على 200 عام شرق سلسلة جبال طويق، وقد تبرع أبناء الأمير ناصر السديري بالقصر لاستخدامه كمتحف، وقامت الهيئة العامة للسياحة والآثار بتأثيثه وتزويده بالمقتنيات.، وذلك ضمن برنامج الهيئة لتحويل المباني القديمة إلى معالم ثقافية ومتاحف

## الرياضة

### الأندية
لمحافظة الغاط نادي واحد وهو نادي الحمادة، ويلعب حالياً في دوري الدرجة الثانية.
ورئيسه الحالي عبد العزيز بن محمد بن عبدالله بن سعد السديري.

## إمارة الغاط

### أمراء الغاط من أسرة السديري
- ١ - الأمير حسين بن أحمد بن عبد الله السديري
- ٢ - الأمير سليمان بن حسين بن أحمد بن عبدالله السديري
- ٣ - الأمير تركي بن سليمان بن حسين بن أحمد بن عبدالله السديري
- ٤ - الأمير محمد بن تركي بن سليمان بن حسين بن أحمد بن عبدالله السديري
- ٥ - الأمير تركي بن محمد بن تركي بن سليمان بن حسين بن أحمد بن عبدالله السديري
- ٦ - الأمير أحمد بن محمد بن تركي بن سليمان بن حسين بن أحمد بن عبدالله السديري
- ٧ - الأمير محمد بن أحمد بن محمد بن تركي بن سليمان بن حسين السديري
- ٨ - الأمير عبدالمحسن بن أحمد بن محمد بن تركي  بن سليمان بن حسين السديري
- ٩ - الأمير ناصر بن عبد المحسن بن أحمد بن محمد بن تركي بن سليمان السديري
- ١٠ - الأمير تركي بن عبد الله بن تركي بن بن محمد بن تركي بن سليمان السديري
- ١١ - الأمير أحمد بن محمد بن أحمد بن محمد بن تركي بن سليمان السديري
- ١٢ - الأمير مساعد بن عبد المحسن بن أحمد بن محمد بن تركي بن سليمان السديري
- ١٣ - الأمير سعد بن عبد المحسن بن أحمد بن محمد بن تركي بن سليمان السديري
- ١٤ - الأمير فهد (الأول) بن سعد بن عبد المحسن بن أحمد بن محمد السديري
- ١٥ - الأمير عبد المحسن بن سعد بن عبدالمحسن بن أحمد بن محمد  السديري
- ١٦ - الأمير عبد الله بن سعد بن عبدالمحسن بن أحمد بن محمد السديري
- ١٧ - الأمير ناصر بن سعد بن عبدالمحسن بن أحمد بن محمد السديري
- ١٨ - الأمير سعد بن ناصر بن سعد بن عبدالمحسن بن أحمد السديري
- ١٩ - الأمير فهد (الثاني) بن سعد بن عبدالمحسن بن أحمد بن محمد السديري
- ٢٠ - الأمير سعد بن فهد بن سعد بن عبدالمحسن بن أحمد السديري
- ٢١ - الأمير عبد الله بن ناصر بن سعد بن عبدالمحسن بن أحمد السديري
- ٢٢ - الأمير منصور بن سعد بن ناصر بن سعد بن عبدالمحسن السديري

## وصلات خارجية
- موقع إمارة منطقة الرياض
- الموقع الرسمي لمحافظة الغاط